# Ulrike Lucke
Ulrike Lucke (* 1975 in Rostock) ist eine deutsche Informatikerin und Hochschullehrerin. Sie leitet den Lehrstuhl für „Komplexe Multimediale Anwendungsarchitekturen“ am Institut für Informatik und Computational Science der Universität Potsdam.

## Werdegang
Nach dem Abschluss ihres Informatikstudiums von 1993 bis 1999 war Lucke bis 2010 als wissenschaftliche Mitarbeiterin am Lehrstuhl für Rechnerarchitektur der Universität Rostock tätig. 2006 wurde sie dort bei Djamshid Tavangarian mit einer Dissertation zum Thema „Architekturen und Werkzeuge zur strukturierten Dokumentenverarbeitung“ zur Dr.-Ing. promoviert. 2011 habilitierte sie über „Netzbasierte Systeme in Lehre und Forschung“ zur Dr.-Ing. habil. 2010 folgte sie dem Ruf auf eine Professur an der Universität Potsdam, wo sie seither den Lehrstuhl für „Komplexe Multimediale Anwendungsarchitekturen“ am Institut für Informatik und Computational Science leitet. In den Jahren 2010 bis 2018 war die Professur verbunden mit der Funktion des CIO. Seit 2019 ist der CIO dem Präsidialbereich zugeordnet.
Ihre Forschungsschwerpunkte liegen in den Bereichen „Mobile and Pervasive Computing“, „Interoperabilität in heterogenen Umgebungen“ und „E-Learning“.
Lucke war mehrere Jahre Sprecherin der Fachgruppe E-Learning in der Gesellschaft für Informatik (GI). 2013 wurde sie ins GI-Präsidium gewählt und ist dort seit 2015 im Präsidiumsarbeitskreis E-Science aktiv. Von 2011 bis 2016 war sie Mitglied im Vorstand der Konrad-Zuse-Gesellschaft innerhalb der GI, von 2014 bis 2016 Mitglied im Beraterkreis Technik und Entwicklung der HIS eG, seit 2016 ist sie stellvertretende Vorsitzende des Hochschul-CIO e.V.

## Auszeichnungen
- Seit September 2017 Fellowship der Gesellschaft für Medien in der Wissenschaft[5]
- Seit Juli 2015 Mitglied von AcademiaNet nach Nominierung durch die Alexander von Humboldt-Stiftung[6]

## Publikationen
Bis 2017 wurden über 100 Zeitschriften-, Buch- und Konferenzbeiträge veröffentlicht, die von Ulrike Lucke im Rahmen ihrer wissenschaftlichen Tätigkeit verfasst wurden bzw. an denen sie wesentlich beteiligt war.
- Publikationen indiziert im Digital Bibliography & Library Project (DBLP)
- Publikationen bei der akademischen Literatursuchmaschine Google Scholar
- Publikationen bei ResearchGate